# Liste der Kulturgüter in Lauerz
Die Liste der Kulturgüter in Lauerz enthält alle Objekte in der Gemeinde Lauerz im Kanton Schwyz, die gemäss der Haager Konvention zum Schutz von Kulturgut bei bewaffneten Konflikten, dem Bundesgesetz vom 20. Juni 2014 über den Schutz der Kulturgüter bei bewaffneten Konflikten sowie der Verordnung vom 29. Oktober 2014 über den Schutz der Kulturgüter bei bewaffneten Konflikten unter Schutz stehen.
Objekte der Kategorie A sind im Gemeindegebiet nicht ausgewiesen, Objekte der Kategorie B sind vollständig in der Liste enthalten, Objekte der Kategorie C fehlen zurzeit (Stand: 1. Januar 2023). Unter übrige Baudenkmäler sind zusätzliche Objekte zu finden, die gemäss Angaben des kantonalen Denkmalschutzes als geschützte Denkmäler eingestuft wurden und nicht bereits in der Liste der Kulturgüter enthalten sind.

## Kulturgüter
| Foto |                                                                    | Objekt                                              | Kat. | Typ | Standort                          | Beschreibung |
| ---- | ------------------------------------------------------------------ | --------------------------------------------------- | ---- | --- | --------------------------------- | ------------ |
| ja   | Datei hochladen · Wikidata zu Burgruine Schwanau (Q29881748)       | Schwanau, mittelalterliche Burgruine KGS-Nr.: 10195 | A    | G   | Insel Schwanau 1d 688073 / 209696 |              |
| ja   | Datei hochladen · Wikidata zu Kapelle (Q29881757)                  | Kapelle Schwanau KGS-Nr.: 10196                     | B    | G   | Insel Schwanau 1b 688044 / 209685 |              |
| ja   | Datei hochladen · Wikidata zu Pfarrkirche St. Nikolaus (Q28549883) | Pfarrkirche St. Nikolaus KGS-Nr.: 12759             | B    | G   | Husmatt 4 686764 / 209999         |              |
| ja   | Datei hochladen · Wikidata zu Haus (Q29881752)                     | Haus KGS-Nr.: 12882                                 | B    | G   | Seestrasse 1 686805 / 209962      |              |
| ja   | Datei hochladen · Wikidata zu Haus Ahornberg (Q29881753)           | Haus Ahornberg KGS-Nr.: 12883                       | B    | G   | Bergstrasse 10 687404 / 208605    |              |
| BW   | Datei hochladen · Wikidata zu Haus Schwanau (Q29881755)            | Haus Schwanau KGS-Nr.: 12884                        | B    | G   | Insel Schwanau 1a 688059 / 209685 |              |

## Übrige Baudenkmäler
| ID     | Foto |                                                                 | Objekt               | Typ | Standort                        | Beschreibung |
| ------ | ---- | --------------------------------------------------------------- | -------------------- | --- | ------------------------------- | ------------ |
| 10.003 | BW   | Datei hochladen                                                 | Restaurant Adler     | G   | Seestrasse 14 686808 / 209936   |              |
| 10.004 | BW   | Datei hochladen                                                 | Haus                 | G   | Oberdorf 1 686779 / 209927      |              |
| 10.005 | BW   | Datei hochladen                                                 | Pfarrhaus            | G   | Seestrasse 12 686750 / 209958   |              |
| 10.006 | BW   | Datei hochladen                                                 | Haus Grosshus        | G   | Seestrasse 4 686430 / 210039    |              |
| 10.007 | BW   | Datei hochladen                                                 | Haus                 | G   | Flüeli-Boden 1 687915 / 209264  |              |
| 10.008 | ja   | Datei hochladen · Wikidata zu Kapelle St. Nikolaus (Q120752546) | Kapelle St. Nikolaus | G   | Bergstrasse 11a 687598 / 208532 |              |
| 10.010 | BW   | Datei hochladen                                                 | Haus Langberg        | G   | Bergstrasse 11 687627 / 208525  |              |

Legende: Siehe Legende der Liste der Kulturgüter von nationaler und regionaler Bedeutung. Anstelle der KGS-Nummer wird als Objekt-Identifikator (ID) die Nummer im Kantonalen Schutzinventar (KSI) verwendet.